# Antonio Huerta Villabona
Antonio Huerta Villabona, conegut pel seu pseudònim D'Artagnan, (Sant Sebastià, 1899 – Ciutat de Mèxic, 17 d'abril de 1967) va ser un periodista i polític basc, un dels principals dirigents socialistes guipuscoans durant la II República Espanyola, membre de la Comissió Executiva i exiliat en Mèxic.

## Biografia
Membre de la Federació Gràfica de la UGT des de 1914, el 1920 delegat de la Federació Gràfica Espanyola. Va representar a l'Agrupació Socialista de Sant Sebastià al XIII Congrés del PSOE celebrat el 1932. L'abril de 1936 va ser escollit compromisari del PSOE per Guipúscoa per a l'elecció del nou president de la República Manuel Azaña.
Durant la guerra civil espanyola va ser vocal del Comitè Nacional del PSOE representant del País Basc i Navarra i nomenat el desembre de 1938 secretari general de la Sotssecretaria de Propaganda, com a successor de José Lino Vahamonde. Fou director successivament dels periòdics La Lucha de Clases de Bilbao, República de Santander, Avance de València i El Diluvio de Barcelona. El setembre de 1938 esdevingué vocal de la Comissió Executiva del PSOE.
Exiliat a Mèxic el maig de 1942, hi va treballar com a cronista esportiu utilitzant els pseudònims de «D'Artagnan» i «Directo». El 1946 a Juan Negrín i a 30 correligionaris més els va ser retirat el carnet. En aquest grup es trobava Antonio. El 24 d'octubre de 2009 va ser rehabilitat com a membre del Partit Socialista Obrer Espanyol.